# Ірвінг Рід
Ірвінг Стой Рід (англ. Irving Stoy Reed; 12 листопада 1923, Сіетл — 11 вересня 2012, Санта-Моніка) — американський математик та інженер, відомий своїми значними внесками у галузі теорії кодування, електротехніки та комп'ютерних технологій.

## Внесок у науку та інженерію
Ірвінг С. Рід здобув найбільшу популярність та визнання завдяки своєму спільному винаходу алгебраїчного класу кодів Ріда-Соломона разом із Гюставом Соломоном у 1960 році. Ця розробка стала важливою віхою у сфері виявлення та виправлення помилок, заклавши основу для надійного функціонування багатьох цифрових систем.
Крім того, разом з Мюллером він розробив Код Ріда-Мюллера, який також є важливим у теорії кодування.
Рід зробив значний внесок у галузь електротехніки, зокрема в:
- радарні технології,
- обробку сигналів
- зображень

Він був частиною команди, яка створила MADDIDA — одну з перших цифрових комп'ютерних систем наведення для крилатої ракети Northrop SM-62 Snark. Також він розробив та впровадив стандартну мову передачі регістрів (RTL) для комп'ютерної спільноти під час роботи в лабораторії Лінкольна МТІ.
Рід був винахідником, зазначеним у дванадцяти патентах США, а також автором або співавтором понад 200 статей у технічних журналах, що охоплюють 60-річний період з 1944 по 2004 рік.

## Академічна діяльність та відзнаки
З 1962 по 1993 рік Ірвінг Рід викладав на кафедрі електротехнічних систем у Південно-Каліфорнійському університеті (USC).
Він був визнаним фахівцем у своїй галузі, про що свідчать його членство в:
- IEEE (як співробітник, з 1973 року)[6]
- Національній інженерній академії США (з 1979 року)[7]

За свої досягнення Ірвінг Рід був нагороджений численними престижними преміями:
- Премія Клода Шеннона (1982 рік)[6]
- Премія М. Баррі Карлтона за статтю «Adaptive Optical Target Detection Using Correlated Images» (з А. Маргалітом та Р. М. Гальярді) в IEEE Transactions on AES (1985 рік)[5]
- Премія за дослідження факультету інженерії USC (1986 рік)[5]
- Медаль Річарда Геммінга від IEEE (1989 рік)[8].
- Премія Чарльза Беббіджа[en] як видатного вченого, вручена відділенням IEEE Computer Society в окрузі Оріндж (1989 рік)[5]
- Нагорода для видатних випускників Каліфорнійського технологічного інституту (1992 рік)[6]
- Нагорода Масару Ібуки за споживчу електроніку IEEE[en] (1995 рік, спільно з Дж. Соломоном за їхній внесок у кодування в сучасних цифрових процесорах)[6]
- Золота ювілейна премія за технологічні інновації від Інституту інженерів з електротехніки та електроніки (1998 рік)[9].

Доктор Рід також носив титул почесного професора електротехніки та комп'ютерних наук імені Чарльза Лі Пауелла.